# Derecho al trabajo en España
El derecho al trabajo en España es un derecho fundamental reconocido por la Constitución española de 1978. Entre las leyes que lo regulan se encuentra el Estatuto de los trabajadores (España).

## Concepto de Derecho al Trabajo como uno de los Derechos Humanos
El derecho al trabajo aparece definido en el artículo 23.1 de la Declaración Universal de Derechos Humanos:

"Toda persona tiene derecho al trabajo, a la libre elección de su trabajo, a condiciones equitativas y satisfactorias de trabajo y a la protección contra el desempleo"

Además, según el Pacto Internacional de Derechos Económicos, Sociales y Culturales, las partes firmantes del mismo reconocen específicamente el derecho al trabajo, incluyendo el derecho de cada uno a aceptar o rechazar libremente el empleo que considere, y se comprometen a llevar a cabo políticas y programas encaminados a la plena realización de este derecho. El trabajo es uno de los Derechos económicos, sociales y culturales.
El Derecho al trabajo es el derecho fundamental humano a acceder libremente a un puesto de trabajo en igualdad de condiciones, sin que se le pueda impedir hacerlo. Se reconoce en la Declaración Universal de Derechos Humanos, el Pacto Internacional de Derechos Económicos, Sociales y Culturales y en otros textos internacionales. Sus primeros antecedentes se sitúan en la Revolución Francesa de 1789, cuando se admite la libertad de trabajo e industria como una de las bases del liberalismo económico sobre el cual se fundamentará el capitalismo. Se materializa por primera vez en la Constitución de Weimar de 1919.

## Regulación del Derecho al Trabajo en España
Según la STC 22/1981, el derecho al trabajo tiene una doble dimensión: individual (derecho al trabajo de todos los españoles, art. 35.1 CE) y colectiva (mandato a los poderes públicos de adoptar una política orientada al pleno empleo, art. 40.1 CE, como condición sine qua non para la efectividad del derecho al trabajo). Esto es, todos los españoles tienen el derecho (y el deber) de acceder a un determinado puesto de trabajo; pero para ello el Estado debe promover las condiciones para que ello sea posible, porque de lo contrario se estaría negando de facto dicho derecho.
Desde un punto de vista individual, el derecho al trabajo es un derecho de carácter subjetivo, constitucional y prestacional. En cuanto a su subjetividad, ello se traduce en la posibilidad de reclamar ante los tribunales ciertas manifestaciones de este derecho. Su constitucionalidad significa que vincula a los poderes públicos (arts. 9.2 y 53.1 CE), se debe respetar su contenido esencial, tiene reserva relativa de ley y protección judicial ante los tribunales ordinarios. También se trata de un derecho prestacional, en el sentido que obliga a los poderes públicos y a los sujetos privados a facilitar las condiciones para el ejercicio efectivo de este derecho.
En cuanto a su titularidad, el art. 35.1 CE hace referencia a los españoles. Eso incluye a los trabajadores asalariados y a los comunitarios directamente (según el TFUE); pero no así a los extracomunitarios, que necesitarán unas autorizaciones. También entran los autónomos (art. 4.1 Ley 20/2007). Según la STC 99/1987, los funcionarios no son trabajadores a los efectos del art. 35.1 CE, sino del 103.3, que prevé una regulación específica para ellos. Igualmente sucede con jueces y fiscales (STC 108/1986).
Su objeto es el trabajo, un objeto cambiante, mutable, aunque sea constitucional.
El contenido se puede delimitar desde dos vertientes: la inclusiva y la excluyente. Queda fuera del derecho al trabajo, según la doctrina, la garantía individual de obtener un puesto de trabajo. Ello se explica por varios motivos: Primeramente, existe un paro friccional (1,5-3%) inevitable como consecuencia de la movilidad de los trabajadores; un paro estructural provocado por las empresas (que tienden a disminuir su número de trabajadores en las reesctructuraciones buscando la productividad) y un paro cíclico implícito a los altibajos de la economía. Además, la oferta de trabajo depende fundamentalmente de sujetos privados que son libres de crear puestos de trabajo o no en virtud del art. 38 CE y cuyo objetivo es maximizar los beneficios, no crear ocupación. Estas son las causas de que no se pueda garantizar el empleo.
El TC también ha tenido ocasión de señalar que el derecho al trabajo incluye, en el nacimiento de la relación laboral, el derecho a no ser discriminado en el empleo (art. 25.1 CE) y proclamó el carácter sucesivo de la aplicación de este derecho (queda supeditado a los medios de los que disponga la Administración Pública en cada momento, STC 192/1989). El art. 49 CE prevé una protección especial parra los trabajadores discapacitados mediante una cuota reservada para ellos. También está el derecho a no ser despedido si no hay una justa causa, rechazándose por tanto el despido ad nutum (sin causa), según la STC 22/1981; el derecho a reaccionar procesalmente ante un despido (reclamar la tutela judicial ante un despido nulo o improcedente, art. 4.2 ET, 24.1 CE y STC 20/1994), el derecho a la readmisión como alternativa a la indemnización en caso de despido por parte del empresario; el derecho a no interrumpir, modificar o suspender la relación laboral si no hay causa justificada; y la tutela de la dignidad del trabajador (con carácter general), muy vinculada con el derecho a la ocupación efectiva.